# 132º Gruppo
Il 132º Gruppo Caccia Bombardieri Ricognitori è un gruppo di volo dell'Aeronautica Militare, in organico al 51º Stormo, unico gruppo della forza armata ad avere tutte e tre le funzioni.
Trae le origini dal reparto della Regia Aeronautica nato nel 1942 come 132º Gruppo Autonomo Aerosiluranti.  Durante la seconda guerra mondiale l'unità poté contare su piloti di grande capacità e coraggio che, a bordo di aerosiluranti Savoia-Marchetti S.M.79, combatterono, con gravi perdite, i convogli navali degli Alleati nel Mediterraneo.
Dopo l'armistizio di Cassibile annunciato l'8 settembre 1943 i suoi piloti si divisero nel Gruppo Aerosiluranti "Buscaglia-Faggioni" con la Repubblica Sociale Italiana e nel 132º Gruppo del Regno del Sud, poi inquadrato nello Stormo Baltimore dell'Aeronautica Cobelligerante Italiana.

## Storia

### 132º Gruppo Autonomo Aerosiluranti (1942-1943)
I primi reparti sperimentali aerosiluranti furono costituiti a partire dall'agosto 1940, poi raggruppati nella 278ª Squadriglia Autonoma Aerosiluranti comandata da Massimiliano Erasi e poi da Carlo Emanuele Buscaglia.

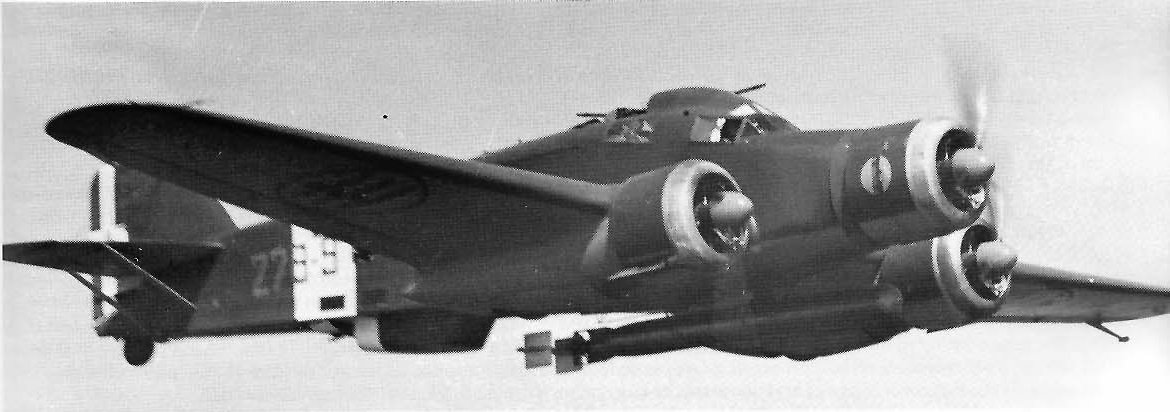
SM.79 aerosilurante della 278ª Squadriglia (132º Gruppo).

Il 132º Gruppo Autonomo Aerosiluranti fu costituito il 1º aprile 1942 con le due squadriglie aerosiluranti 278ª e 281ª Squadriglia, dotate in totale di sedici velivoli Savoia-Marchetti S.M.79 "Sparviero", con base all'aeroporto di Littoria, oggi Latina. Allora il reparto contava ventuno piloti, tra cui il Capitano Ugo Rivoli, e quarantacinque specialisti. Quasi subito la 281ª Squadriglia venne rischierata all'Aeroporto di Catania-Fontanarossa e la 278ª alla pista di Castelvetrano, mentre il nucleo comando si insediò nella base aerea di Gerbini, dove due mesi più tardi confluirono le due squadriglie. Il Gruppo, scortato dai caccia Reggiane Re.2001 o Macchi M.C.202 del 51º Stormo prese parte alla battaglia di mezzo giugno attaccando il convoglio Alleato Harpoon diretto a Malta, continuando per i due mesi successivi a condurre attacchi contro il naviglio nemico nel Mediterraneo centrale.
Il 12 novembre Buscaglia fu abbattuto in combattimento sopra Bugia (venne creduto morto ma in realtà fu preso prigioniero) e il comando del 132º Gruppo Autonomo Aerosiluranti passò al capitano Giulio Cesare Graziani. Nei giorni seguenti le perdite subite in combattimento e la limitata quantità di carburante disponibile obbligarono a ridurre i voli di guerra e di addestramento. Spostati in Sardegna alla fine di novembre, di nuovo in Sicilia a dicembre, quindi ancora in Sardegna nel gennaio 1943, in data 28 febbraio il Gruppo era rimasto solamente con quattro S.M.79 operativi, dovendo quindi fare nuovamente rotta per la Sicilia per riorganizzarsi e ricevere nuovi equipaggi. In estate alcuni aerei del Gruppo si unirono ad una Squadriglia sperimentale per l'attacco a Gibilterra decollando dalla cittadina francese di Istres, ma per gli inizi di luglio il reparto non aveva più nessun aereo utilizzabile.

Il capitano Giulio Cesare Graziani con il tenente Pasquale Vinciguerra.

In agosto il Gruppo tornò a Littoria, perdendo il giorno 12 il tenente colonnello Vittorio Cannaviello in un attacco a un convoglio al largo della Sicilia. Tre giorni dopo i piloti del Gruppo si riscattarono affondando il piroscafo Empire Kestrel al largo di Bugia, al prezzo di due aerosiluranti persi sui cinque partiti per l'azione. Il 1º settembre nove S.M.79 decollarono per attaccare alcune navi al largo della Calabria. Il giorno 8, data dell'annuncio dell'armistizio di Cassibile, il 132º Gruppo aveva ancora sei velivoli disponibili. In quel momento comandava il Gruppo, ancora a Littoria, il maggiore Gabriele Casini, che oltre alla 278ª e 281ª Squadriglia aveva alle proprie dipendenze anche la 253ª Squadriglia. Casini ebbe l'ordine da Superaereo (il Comando superiore della Regia Aeronautica) di andare prima all'aeroporto di Siena-Ampugnano, e da qui spostarsi, l'11 settembre, in Sardegna assieme agli altri gruppi aerosiluranti. Nel tragitto verso l'isola i ventotto "Sparviero" alzatisi in volo da Ampugnano vennero attaccati dai caccia tedeschi Messerschmitt Bf 109, forse i primi ad aprire il fuoco contro gli apparecchi italiani dopo l'armistizio, e alcuni di loro vennero abbattuti. Nel caos che ne seguì, considerando anche lo stato degli aeroporti sardi (occupati dai tedeschi o inagibili), di fatto il 132º Gruppo si sciolse e la sua storia si divise nelle scelte personali dei singoli piloti, che ritornarono a Siena aderendo in seguito all'Aeronautica Nazionale Repubblicana della Repubblica Sociale Italiana o all'Aeronautica Cobelligerante Italiana del cosiddetto Regno del Sud.

### 132º Gruppo (Stormo Baltimore)
L'Aeronautica Cobelligerante del Regno del Sud riformò il 132º Gruppo all'aeroporto di Lecce-Galatina come 132º Gruppo bombardieri, allora forte di ventuno S.M.79 e otto obsoleti S.M.84. Il Gruppo, ora composto dalle sole 253ª e 281ª Squadriglia e comandato dal maggiore Massimiliano Erasi, passò poi in agosto alle dipendenze del nuovo Stormo Baltimore (dal nome dei velivoli ad esso assegnati, i bombardieri bimotori statunitensi Martin Baltimore) assieme al XXVIII Gruppo del maggiore Carlo Emanuele Buscaglia, liberato dalla prigionia dagli Alleati. Lo Stormo divenne operativo solamente in autunno nella base realizzata dagli Alleati a Campomarino, condivisa con altre unità facenti parte della Balkan Air Force.
Furono proprio undici bimotori del 132º Gruppo di Erasi a condurre la prima missione di guerra dello Stormo Baltimore, il 18 o 19 novembre 1944 contro un viadotto di Podgorica e la stazione ferroviaria di Konjic. Dall'azione non scaturirono grandi risultati. Dal 20 al 24 novembre il 132º tornò altre cinque volte sui medesimi obiettivi. Il 9 dicembre una dozzina di Baltimore del 132º Gruppo riuscì nell'importante impresa di distruggere il viadotto di Podgorica (località Bioče), ottenendo il plauso ed il rispetto dal comando britannico. Allo Stormo Baltimore furono assegnate anche missioni in territorio istriano, particolarmente odiate dagli equipaggi perché l'Istria era territorio italiano. La ritirata dei tedeschi dai Balcani verso l'Austria e l'attuale Slovenia obbligarono comunque i piloti italiani a non farsi scrupoli, viste anche le insistenze del comando britannico del 254º Wing (254º stormo) a cui erano subordinate le operazioni. Il 18 gennaio 1945 i bombardieri del 132º Gruppo colpirono il porto dell'Arsa, ma due aerei rimasero a terra perché gli equipaggi del tenente Crespi e del maresciallo Pietro Omodeo Salè si rifiutarono di decollare, fatto che provocò le ire dei britannici che minacciarono di non avvalersi ulteriormente dello Stormo Baltimore. Crespi e Salè furono puniti con una ventina di giorni di arresto. Il 21 febbraio l'intero Stormo più un gruppo di bombardieri Martin B-26 sudafricani puntò nuovamente sull'Istria. Messi in allarme dalla prima ondata dei sudafricani, gli artiglieri della contraerea tedesca aprirono un nutrito fuoco sugli aerei italiani, centrando il comandante Erasi che perì assieme all'intero equipaggio.

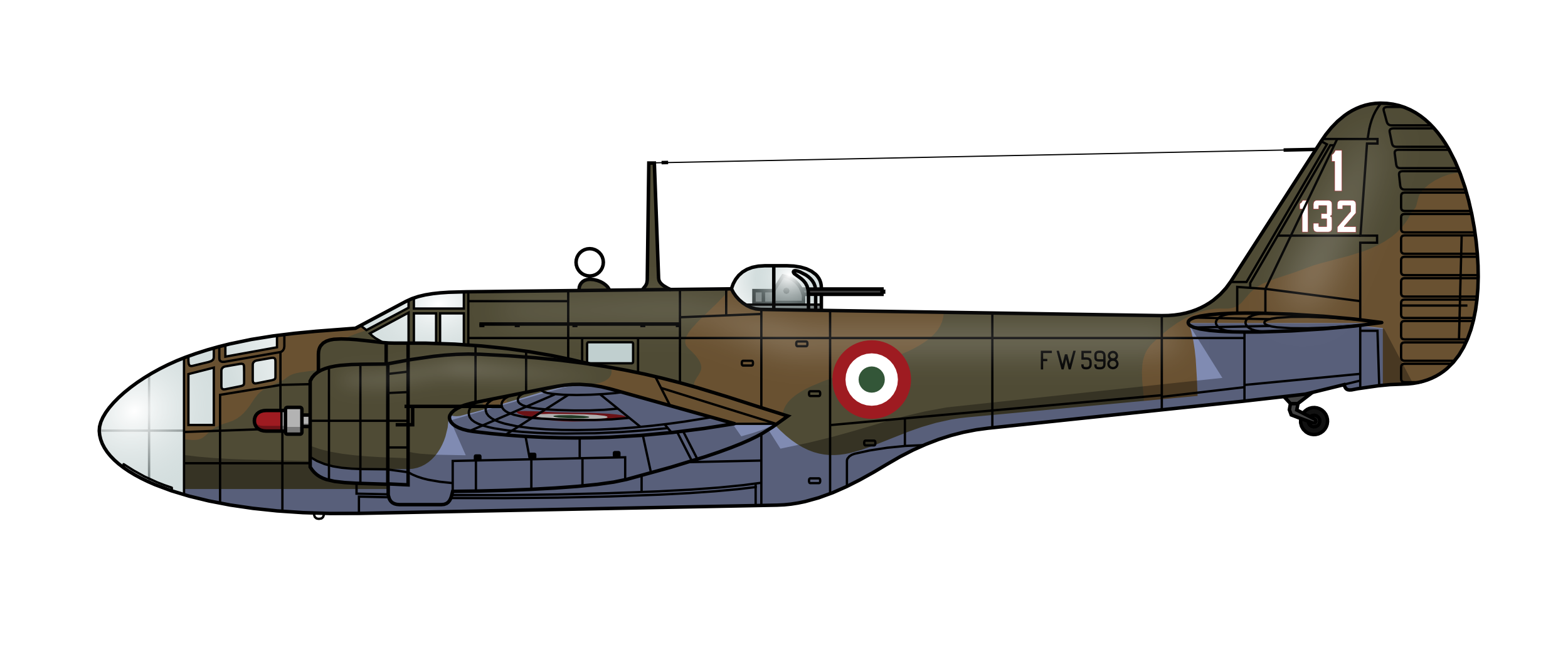
Il Baltimore Mk. V di Giulio Cesare Graziani, comandante del 132º Gruppo

Al vertice del 132º Gruppo fu messo Giulio Cesare Graziani, di nuovo in missione di guerra il 22 febbraio, stavolta contro il porto di Segna, nonostante l'offerta del comandante del 254º Wing di esentare gli equipaggi in segno di lutto per la morte di Erasi. Il 26 febbraio gli uomini di Graziani bombardarono la linea ferroviaria presso Zenica e il 27 il porto di Arbe. Il 3 aprile fu la volta del ponte di Otoka, colpito. Il 5 maggio sei Baltimore del 132º decollarono da Campomarino, con Graziani in testa, stavolta per colpire la ferrovia Sisak-Zagabria. In pieno Adriatico la formazione ricevette l'ordine di annullare l'operazione, causa la fine delle ostilità. Fu l'ultima missione di guerra dell'Aeronautica Cobelligerante. Il Gruppo si collocò al primo posto della speciale graduatoria mensile che la Balkan Air Force stilava sulla base degli obiettivi colpiti e dell'efficienza dei reparti, posizione che mantenne fino alla fine delle ostilità.

#### Ufficiali del Gruppo decorati con medaglia d'oro al valor militare
Al termine del conflitto furono dieci i militari decorati di medaglia d'oro al valor militare mentre erano in forza al 132º Gruppo:
- Tenente colonnello Vittorio Cannaviello
- Maggiore Carlo Emanuele Buscaglia
- Maggiore Massimiliano Erasi
- Maggiore Arduino Buri (in seguito revocata)
- Capitano Giulio Cesare Graziani
- Capitano Carlo Faggioni (in seguito revocata)
- Tenente Martino Aichner
- Tenente Giuseppe Cimicchi
- Tenente Marino Marini (in seguito revocata)
- Sottotenente Carlo Pfister

### Nell'Aeronautica Militare

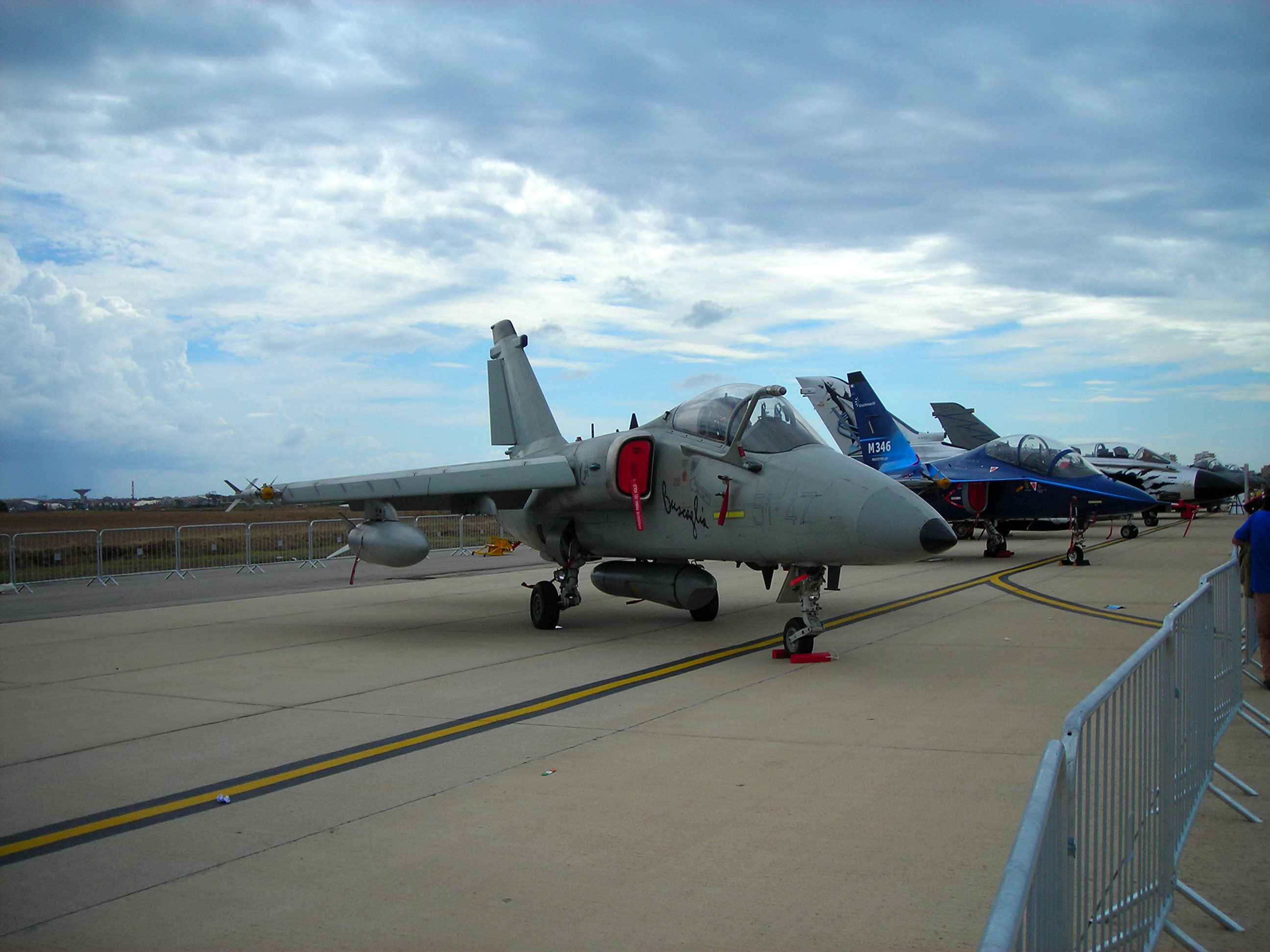
Un AMX del 132º Gruppo con la firma di Buscaglia sulla fusoliera ed il pod Orpheus agganciato.

Lo Stormo Baltimore venne trasferito alla fine del 1945 all'aeroporto di Roma-Urbe, poi, nel dicembre 1946, in quello di Guidonia, dove attese i nuovi caccia bimotori Lockheed P-38 Lightning, che andarono a sostituire i vecchi bombardieri della guerra dall'aprile 1948. Il 1º novembre successivo la 253ª e 281ª Squadriglia del 132º Gruppo e la 19ª e 260ª Squadriglia del 28º Gruppo concorsero sull'aeroporto di Bari-Palese alla ricostituzione del 3º Stormo. Nel 1950 il 132º passò sui caccia P-51 Mustang, e nei quattro anni che seguirono, come il resto dello Stormo, si addestrò alle missioni di ricognizione.
Quattro mesi dopo essere stato spostato a Verona-Villafranca, nel marzo 1954, al 3º Stormo vennero consegnati i primi cacciabombardieri a reazione Republic F-84G Thunderjet, con i quali i piloti si specializzarono nella ricognizione aerea, unico reparto italiano di questa specialità inserito nella struttura delle Allied Forces Southern Europe (AFSOUTH), le forze NATO del sud Europa. Già a dicembre vennero assegnati al reparto gli RF-84F Thunderflash, specifici per la ricognizione, tenuti in linea fino agli anni settanta quando lasciarono gradualmente il posto agli RF-104G, potenziati nel 1977 con il pod per la ricognizione "Orpheus". Contemporaneamente all'acquisizione di questi monomotori, il 132º Gruppo cambiò nome in 132º Gruppo Caccia Bombardieri Ricognitori (CBR).
Nel 1990 il 132º Gruppo CBR cominciò la transizione sui cacciabombardieri AMX. Quando il 3º Stormo venne sciolto nel 1999, il 132º Gruppo passò il 5 luglio al 51º Stormo di Istrana, con cui rimane tuttora con velivoli Eurofighter Typhoon F-2000A.
Nel 2006 e nel 2009 il reparto è stato rischierato in Afghanistan. Nel 2011 ha operato dalla base aerea di Trapani Birgi, a supporto delle operazioni aeree per la risoluzione della crisi libica, dove sono stati schierati velivoli AMX.
Nel 2016, con il collocamento in posizione quadro del 101º e del 103º, è rimasto l'unico gruppo volo del 51º Stormo.
Dal 9 aprile 2020 il gruppo fa formalmente parte della difesa aerea nazionale, operando con caccia Eurofighter, mentre gli ultimi AMX da ricognizione sono stati ritirati il 5 aprile 2024.